# Mulatru

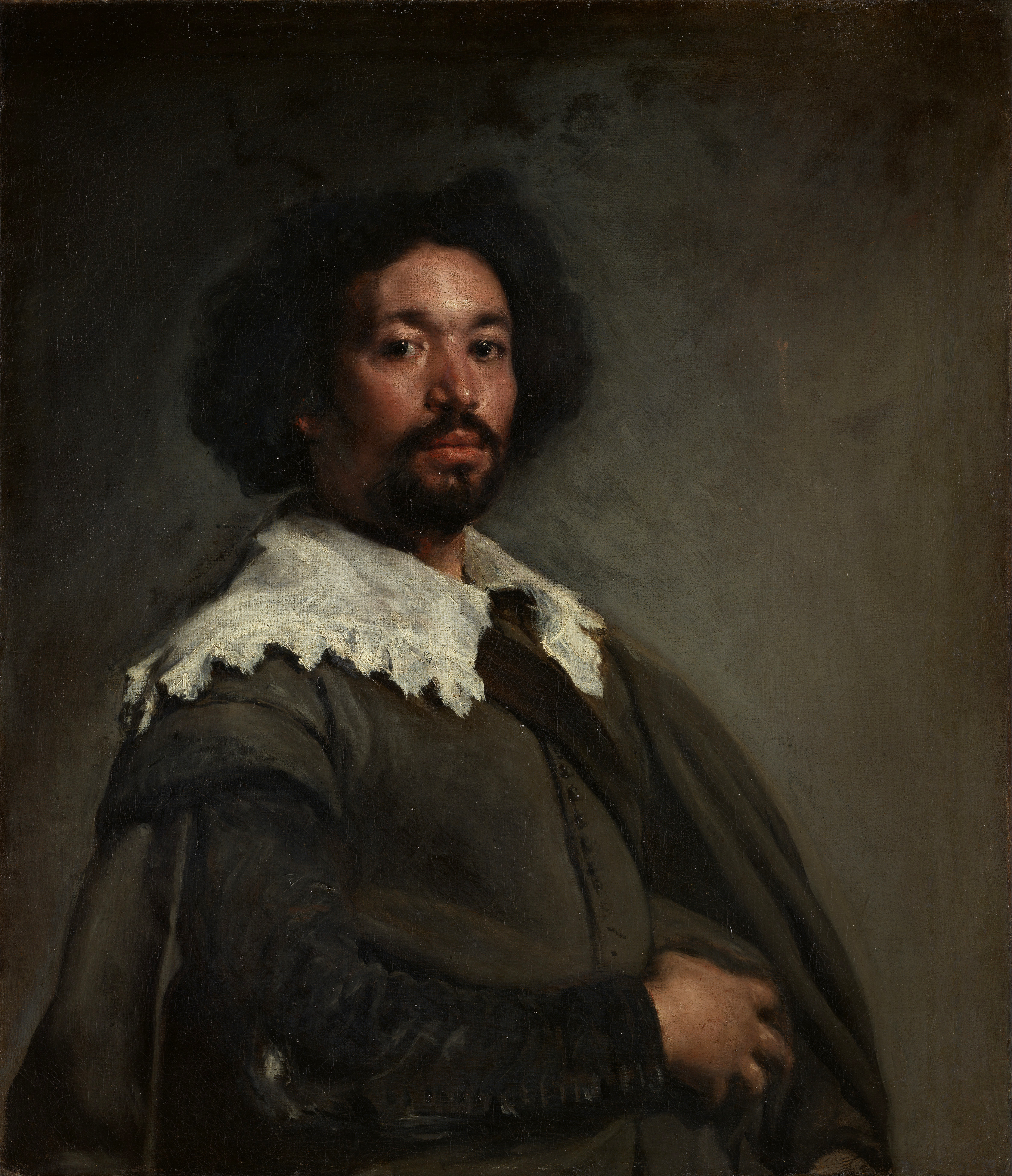
Portretul mulatrului Juan de Pareja de Diego Velázquez, 1650.

Termenul de mulatru face referire la o persoană care s-a născut dintr-un părinte din rasa europoidă și unul din rasa negroidă. A fost preluat în română din limba franceză (mulâtre). 
În limba franceză, termenul este împrumutat din portugheză mulato, devenit în franceză mulet, care înseamnă catâr, un animal hibrid obținut prin încrucișarea dintre iapă și măgar.